# Bruce Campbell
Bruce Lorne Campbell (Royal Oak, Michigan, 22 de junho de 1958) é um ator americano. Dentre seus trabalhos estão a trilogia The Evil Dead e inúmeras aparições nas séries Xena: Warrior Princess e Hercules: The Legendary Journeys ele também estrelou a série The Adventures of Brisco County, Jr.

## Biografia

### Vida pessoal
Campbell se formou em uma universidade em Michigan. Na juventude, teve uma briga muito séria com seu irmão, Don, e traz uma cicatriz em forma de L no queixo até hoje como lembrança. Antes de ser ator, Bruce era baby-sitter, e chegou a cuidar de Ted Raimi, com o qual viria a contracenar no futuro.
Casou-se e teve dois filhos com Christine Deveau, de quem se divorciou em 1983, mas voltou a casar em 1991, com Ida Gearon.

### Carreira
Bruce queria ser ator desde os oito anos de idade, quando viu seu pai atuando em um teatro da comunidade local. Brevemente já estaria seguindo os passos de seu pai, atuando no mesmo teatro. Começou sua carreira como ator aos 14 anos, interpretando King na produção King and I. Depois, apareceu em várias produções do teatro da comunidade, incluindo South Pacific e Sweet Bird of Youth.
Enquanto iniciava sua carreira de ator, começou a fazer filmes em Super-8 com um amigo. Após alguns trabalhos em sala de aula, Bruce se tornou um amigo próximo de Sam Raimi em 1975. Resolveram fazer alguns filmes em Super-8 juntos apenas por diversão. Em 1976, Bruce se tornou um aprendiz voluntário na produtora Traverse City's Cherry County, em Michigan, trabalhando longas horas nos bastidores de produções, no desenvolvimento de sets, como assistente e até garoto de recados.

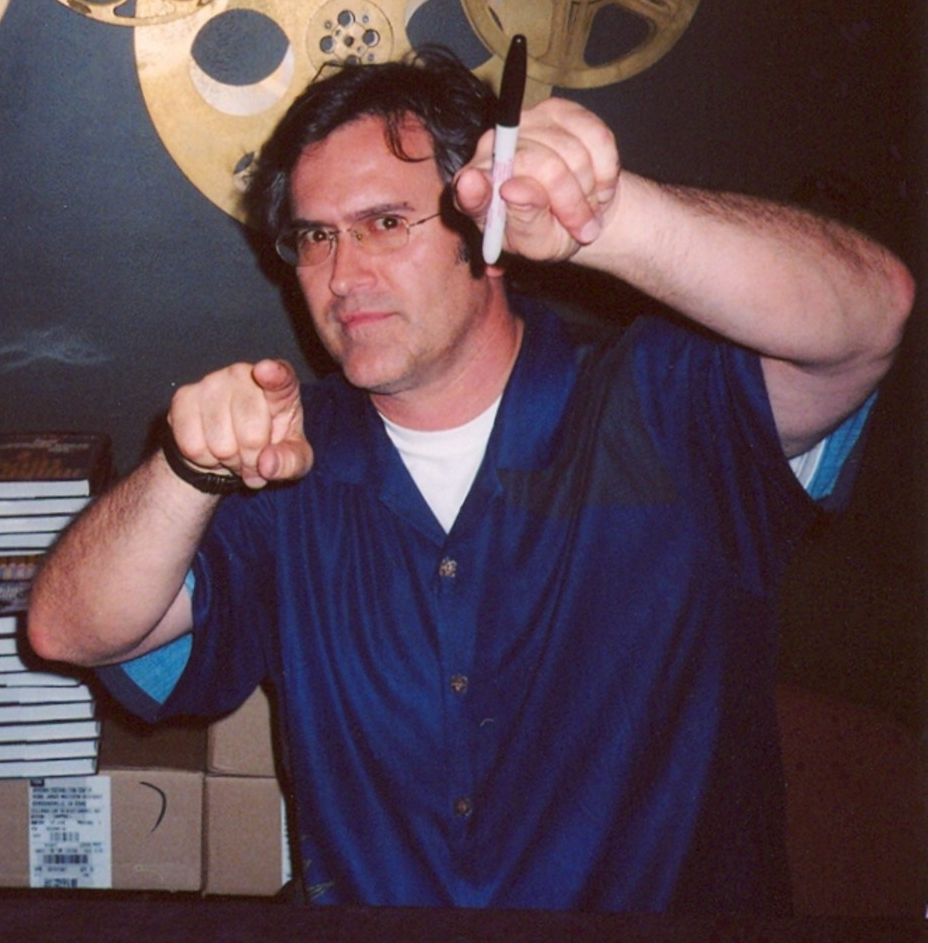
Campell em 2005

Depois de aproximadamente seis meses na Universidade Western Michigan, Bruce desistiu para seguir uma carreira em realização de filmes, conseguindo um emprego como assistente de produção de uma produtora de comerciais em Detroit.  Em 1979, junto com seu colega Sam Raimi e seu parceiro Robert Tapert, Bruce criou um curta em Super-8 chamado Within the Woods. Esse curta foi usado como inspiração e arrecadação de fundos de investidores para a realização de um dos maiores filmes de horror de todos os tempos, The Evil Dead. Eles conseguiram arrecadar US$ 350 000, com Bruce estrelando e tornando-se Co-Produtor Executivo do filme. The Evil Dead se tornou um cult e foi o filme mais vendido em 1983 na Inglaterra. Foi enviado para o Festival de Cannes, onde recebeu elogios do escritor Stephen King, o que atraiu a atenção de distribuidoras como a New Line Cinema, que espalhou a produção para os EUA.
Seu filme seguinte foi Dois Heróis Bem Trapalhões, que foi co-escrito por Sam Raimi & Ethan e Joel Coen. Dino De Laurentis produziu Evil Dead II, seqüência para o clássico, com um valor maior US$ 3,5 milhões. Bruce se mudou para Los Angeles e começou a aparecer em diversas produções de baixo-orçamento como Missão Lua - A Viagem Do Terror e Maniac Cop. Nesse período, conheceu e se casou com sua segunda esposa, a figurinista Ida Gearon, durante as filmagens de Pesadelo Futuro em 1990.
Atuando durante um período série The Adventures of Brisco County, Jr, Bruce começou a fazer pontas em diversas séries populares como Lois & Clark: The new Adventures of Super-Man, começou a fazer diversas aparições nas séries Hercules: The Legendary Journeys e Xena: Warrior Princess, como Autolycus. Também fez alguns filmes de vez em quando com pequenas participações como Congo, Gold Rush!, Fuga de Los Angeles e McHale's Navy. O ator também emprestou sua voz em vários jogos em CD-Rom como Pitfall 3-D.
Seus interesses também se voltaram para a direção, o que o fez em séries como Hercules: The Legendary Journeys e Xena: Warrior Princess e V.I.P, além de alguns filmes como Man with the Screaming Brain e o aguardado My Name is Bruce. Bruce continua fazendo filmes a todo vapor. Nos últimos anos, esteve no interessante A Floresta, no ótimo Bubba Ho-Tep e na sequência Bubba Nosferatu and the Curse of the She-Vampires, além de suas notórias pontas nos blockbusters na trilogia Homem-Aranha, como um apresentador de lutas, um porteiro e um garçom.
Foi anunciado que o filme My Name is Bruce teria uma continuação. O titulo dado foi My Name is Still Bruce (Na tradução livre, Meu Nome Ainda é Bruce), mas foi trocado por Bruce vs Frankenstein. O filme ainda não tem data para ser lançado.

### Escritor
Bruce possui uma interessante autobiografia intitulada If Chins Could Kill: Confessions of a 'B' Movie Actor, com sucesso de vendas em 2001. Também escreveu: Man with the Screaming Brain e Make Love the Bruce Campbell Way.

## Citações
- Por um longo tempo eu ficava constrangido ao dizer que eu era um ator de filme "B", mas agora eu sei o que Hollywood quis dizer. Eu descobri que o "B" quer dizer Better("melhor" em inglês).
- Os filmes mais fáceis de se fazer são os mais difíceis de serem assistidos.
- Os atores que dizem viver os personagens são loucos, ou exibicionistas.

## Prêmios e Indicações

### Prêmios
Fantasporto
- Melhor Ator (2002)

 Saturn Awards
- Melhor Ator de TV (2016)

 Fangoria Chainsaw Awards
- Melhor Ator (1993, 2004)
- Melhor Ator de TV (2016, 2017)

## Filmografia

### Televisão e cinema
- Doctor Strange in the Multiverse of Madness (2022)[1]
- Ash vs Evil Dead (2015)
- The Evil Dead (participação especial pós créditos) (2013)
- Burn Notice (2007)
- Spider-Man 3 (2007)
- My Name Is Bruce (2007)
- Touch the Top of the World (2006)
- The Woods (2006)
- Sky High (2005)
- Man with the Screaming Brain (2005)
- Alien Apocalypse (2005)
- Spider-Man 2 (2004)
- Intolerable Cruelty (2003)
- Drugs (2003)
- Terminal Invasion (2002)
- Serving Sara (2002)
- Bubba Ho-tep (2002)
- Charmed (2002)
- Spider-Man (filme) (2002)
- The Majestic (2001)
- Beggars and Choosers (2001)
- Jack of All Trades (2000-2001)
- Timequest (2000)
- Evil Dead: Hail to the King (2000)
- Icebreaker (2000)
- Hercules: The Legendary Journeys (1995-1999)
- Xena: Warrior Princess (1996-1999)
- From Dusk Till Dawn 2: Texas Blood Money (1999)
- The X Files (1999)
- Patinoire, La (1998)
- Timecop (1998)
- Goldrush: A Real Life Alaskan Adventure (1998)
- The Love Bug (1997)
- Ellen (1996-1997)
- McHale's Navy (1997)
- Running Time (1997)
- Menno's Mind (1997)
- In the Line of Duty: Blaze of Glory (1997)
- Weird Science (1997)
- Missing Links (1997)
- Assault on Dome 4 (1996)
- Escape from L.A. (1996)
- Tornado! (1996)
- Fargo (1996)
- Homicide: Life on the Street (1996)
- American Gothic (1995)
- Lois & Clark: The New Adventures of Superman (1995)
- Congo (1995)
- The Demolitionist (1995)
- The Quick and the Dead (1995)
- The Adventures of Brisco County Jr. (1993-1994)
- The Hudsucker Proxy (1994)
- Army of Darkness (1992)
- Waxwork II: Lost in Time (1992)
- Eddie Presley (1992)
- Lunatics: A Love Story (1991)
- Darkman (1990)
- Maniac Cop 2 (1990)
- Mindwarp (1990)
- Sundown: The Vampire in Retreat (1990)
- Intruder (1989)
- Moontrap (1989)
- Generations (1989)
- Maniac Cop (1988)
- Knots Landing (1987)
- Evil Dead II (1987)
- Stryker's War (1985)
- Crimewave (1985)
- Going Back (1984)
- The Evil Dead (1981)
- Torro. Torro. Torro! (1981)
- Shemp Eats the Moon (1978)
- Within the Woods (1978)
- It's Murder! (1977)
- Oedipus Rex (1972)

### Produtor
- The Evil Dead (1981)
- My Name Is Bruce (2007)
- Man with the Screaming Brain (2005)
- A Community Speaks (2004)
- Fanalysis (2002)
- Hatred of a Minute (2002)
- Jack of All Trades (2000)
- Army of Darkness (1992)
- Lunatics: A Love Story (1991)
- Easy Wheels (1989)
- Evil Dead II (1987)
- Crimewav (1985)
- Torro. Torro. Torro! (1981)
- Shemp Eats the Moon (1978)
- Within the Woods (1978)

### Diretor
- My Name Is Bruce (2007)
- Man with the Screaming Brain (2005)
- A Community Speaks (2004)
- Fanalysis (2002)
- V.I.P. (2001)
- Hercules: The Legendary Journeys (1999)
- Xena: Warrior Princess (1997-1999)

### Escritor
- Man with the Screaming Brain (2005)
- The Nutt House (1992)
- Stryker's War (1985)

### Trilhas Sonoras
- Darkman (1990)
- The Carrier (1988)
- The Dead Next Door (1988)
- Stryker's War (1985)

### Editor
- A Community Speaks (2004)

### Fotografia
- Attack of the Helping Hand! (1981)

### Voz
- Dead by Daylight (2016)
- Cars 2 (2011)
- The Replacements (2007)
- Aqua Teen Hunger Force Colon Movie Film for Theaters (2007)
- Spider Man 3 (2007)
- The Ant Bully
- Ant Bully (2006)
- Evil Dead: Regeneration (2005)
- Megas XLR (2004)
- My Life as a Teenage Robot 2003)
- Evil Dead: A Fistful of Boomstick (2003)
- Hubert's Brain (2001)
- Evil Dead: Hail to the King (2000)
- Tachyon: The Fringe (2000)
- Pitfall 3D: Beyond the Jungle (1997)
- Broken Helix (1997)
- The Dead Next Door (1988)
- Evil Dead: The Game (2022)